# Červená 2. díl
Červená 2. díl, auch Červená II (deutsch Tscherwena 2. Anteil, auch Čerwena 2. Anteil) ist eine Siedlung der Gemeinde Květov in Tschechien. Sie liegt elf Kilometer südwestlich von Milevsko in Südböhmen und gehört zum Okres Písek.

## Geographie
Červená 2. díl befindet sich in der zum Mittelböhmischen Hügelland gehörigen Milevská pahorkatina. Die Siedlung liegt unterhalb der Einmündung des Baches Hrejkovický potok am rechten Ufer des Orlíkstausees. Östlich erhebt sich die Obora (570 m), im Südwesten die Otava (453 m).
Nachbarorte sind U Moravců, U Kloboučníků, V Dolanech und Kučeř im Norden, U Křížku, Vůsí, Dolnice, Tyrolský Dům und Rukáveč im Nordosten, Skalka, Branice und Stehlovice im Osten, Jetětice, Jetětické Samoty, Habr, Truhlařov und Červená im Südosten, Zálesí, Mlačina, Babák und Struhy im Süden, Vlastec, Červený Újezdec und Tukleky im Südwesten, Zběrov und Oslov im Westen sowie Strouha, Dejmov, Štědronín, Svatá Anna, Zvíkovské Podhradí und Komora im Nordwesten.

## Geschichte
Der Ort und die Kirche Červená wurden 1189 durch Georg von Mühlhausens (Jiři z Milevska) Mutter Zdislava gegründet. Im Jahre 1251 wurde Červená unter den Besitzungen des Prämonstratenserklosters Mühlhausen aufgeführt, das zugleich auch das Kirchenpatronat innehatte. Das Kloster wurde 1420 von den Hussiten zerstört. Die Pfarre Červená erlosch während der Hussitenkriege und wurde als Filiale an die Pfarre Záhoří angeschlossen. Ab 1430 gehörte das Dorf Předbor von Radešín. Im Jahre 1437 erwarb Ulrich II. von Rosenberg Jetětice und schloss es an sein Klingenberger Pfand an. Heinrich V. von Rosenberg überließ 1473 ein Viertel der Besitzungen des Hauses Rosenberg, darunter auch das Klingenberger Pfand, seinem Vetter Bohuslav V. von Schwanberg. Im Jahre 1575 kaufte Christoph von Schwanberg auf Worlik die Herrschaften Klingenberg und Mühlhausen der Hofkammer ab und verband diese mit Worlik. Nach der Schlacht am Weißen Berg wurde der Nachlass des Peter von Schwanberg konfisziert und 1621 die Eggenberger Besitzer der Herrschaft. Nachdem 1717 die Eggenberger im Mannesstamme erloschen, erbte das Haus Schwarzenberg deren Besitzungen. Im Jahre 1729 ließ Adam Franz Karl zu Schwarzenberg in Čerwena wieder eine Pfarre einrichten und das Pfarrhaus erbauen. Zugleich begann auch der Schulunterricht. Bis 1736 oblag dem Schultheiß in Branice die Niedere Gerichtsbarkeit.

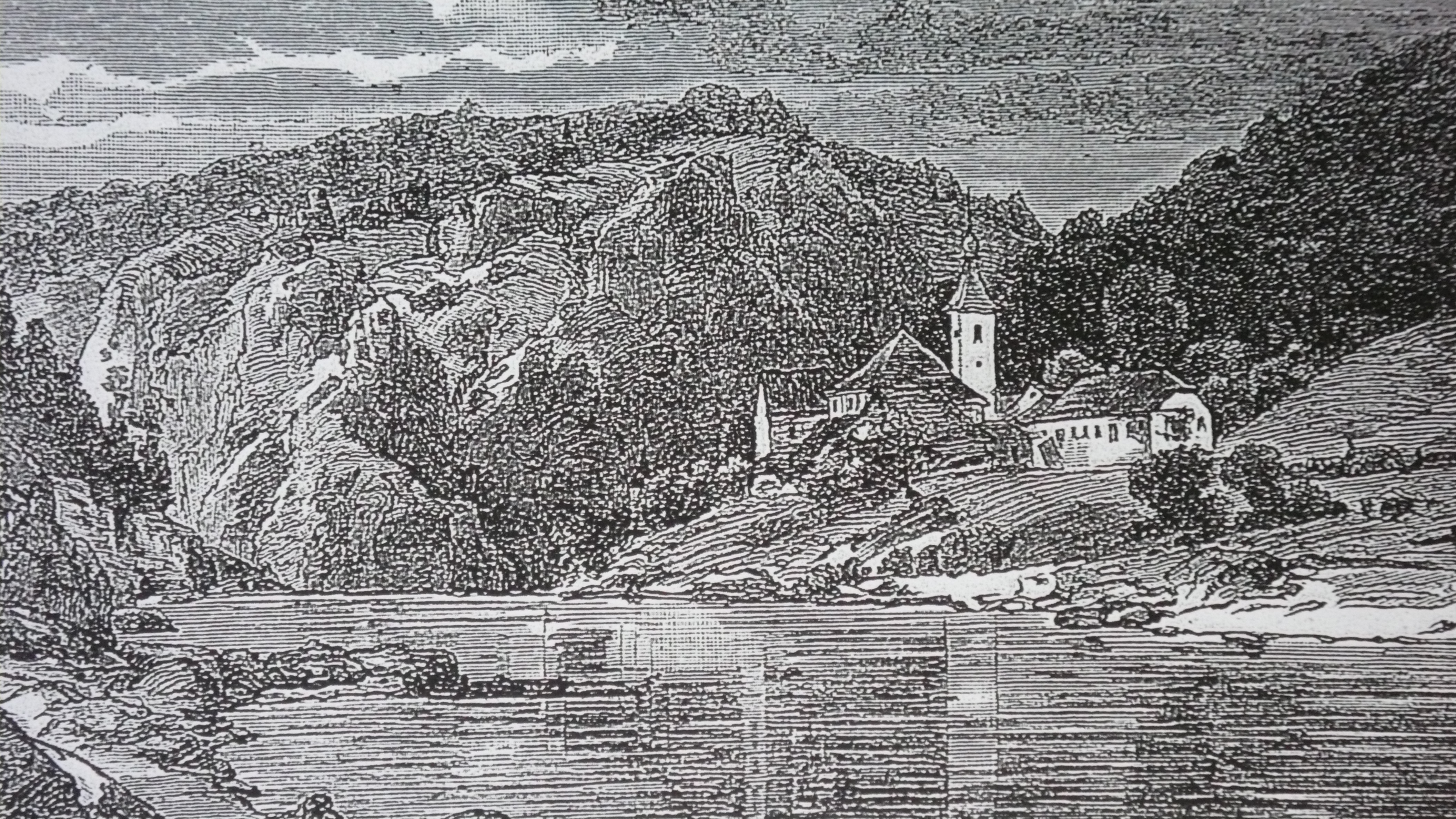
Historischer Stich der Kirche des hl. Bartholomäus im Moldautal

Im Jahre 1840 bestand das größtenteils am rechten Üfer der Moldau gelegene Dorf Čerwena aus 31 verstreuten Häusern mit 203 Einwohnern. Zu Čerwena gehörten die Einschichten Čerwena, Ilowitzer Mühle (Jílovecký Mlýn), Saniker Mühle (Saník) und ein Haus der Einschicht Na Samotech (Jetětické Samoty). Im Ort bestanden unter herrschaftlichem Patronat die Pfarrkirche des hl. Bartholomäus und eine Schule. Außerdem gab es zwei Wirtshäuser. Čerwena war Pfarr- und Schulort für Wusy, Jetietitz, Kwietow und Kučeř. Bis zur Mitte des 19. Jahrhunderts blieb das Dorf immer als Teil der Herrschaft Klingenberg zur Fideikommissherrschaft Worlik samt den Allodialgütern Zalužan, Zbenitz und Bukowan untertänig.
Nach der Aufhebung der Patrimonialherrschaften bildete Červená/Čerwena ab 1850 einen Ortsteil der Gemeinde Jetětice im Bezirk und Gerichtsbezirk Milevsko. Zwischen 1886 und 1889 entstanden bei der Einschicht Červená der Bahnhof Červená nad Vltavou und eine Eisenbahnbrücke der Bahnstrecke Tábor – Milevsko – Písek – Ražice über das Moldautal. Zu Beginn des 20. Jahrhunderts hatte sich Červená über die Grenzen des Katasters von Jetětice ausgedehnt. Neben dem zu Jetětice gehörigen Červená 1. díl wurden noch zwischen Červená 2. díl (zu Vůsí gehörig) und Červená 3. díl (links der Moldau, zu Oslov gehörig) unterschieden.
Zwischen 1956 und 1963 erfolgte der Bau der Orlík-Talsperre, mit der Červená 1. díl und Červená 3. díl sowie die Einschichten Jílovec, Saník, Šejharův Mlýn und Šimek überflutet wurden. Die Kirche des hl. Bartholomäus wurde 1960 an ihren neuen Standort nordwestlich von Červená 2. díl versetzt. Nach der Aufhebung des Okres Milevsko wurde Červená 2. díl Ende 1960 dem Okres Písek zugeordnet. Im Jahre 1964 wurde Červená 2. díl zusammen mit Vůsí nach Květov und 1976 nach Kučeř eingemeindet. Seit dem 24. November 1990 gehört Červená 2. díl wieder zur Gemeinde Květov.

## Gemeindegliederung
Die Siedlung Červená 2. díl ist Teil des Katastralbezirkes Vůsí.

## Sehenswürdigkeiten
- Kirche des hl. Bartholomäus, der im 12. Jahrhundert errichtete romanische Bau wurde im Zuge des Talsperrenbaus aus dem Überflutungsgebiet an seinen heutigen Standort umgesetzt. Die beiden Glocken wurden 1633 und 1637 gegossen. Auf dem Friedhof befindet sich das Grab des Gouverneurs der Provinz Podkarpatská Rus, Antonín Rozsypal (1866–1937).

Kirche des hl. Bartholomäus
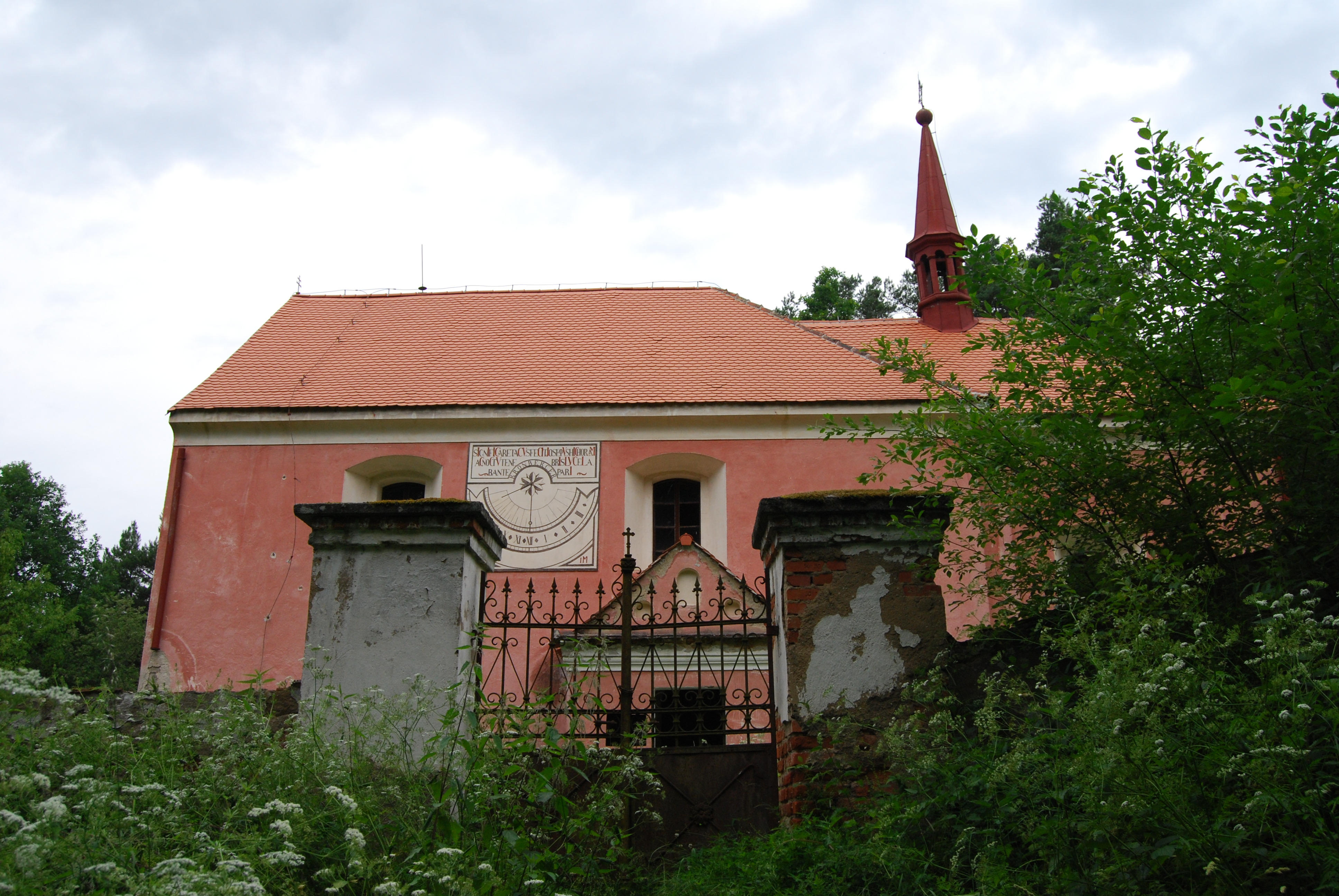
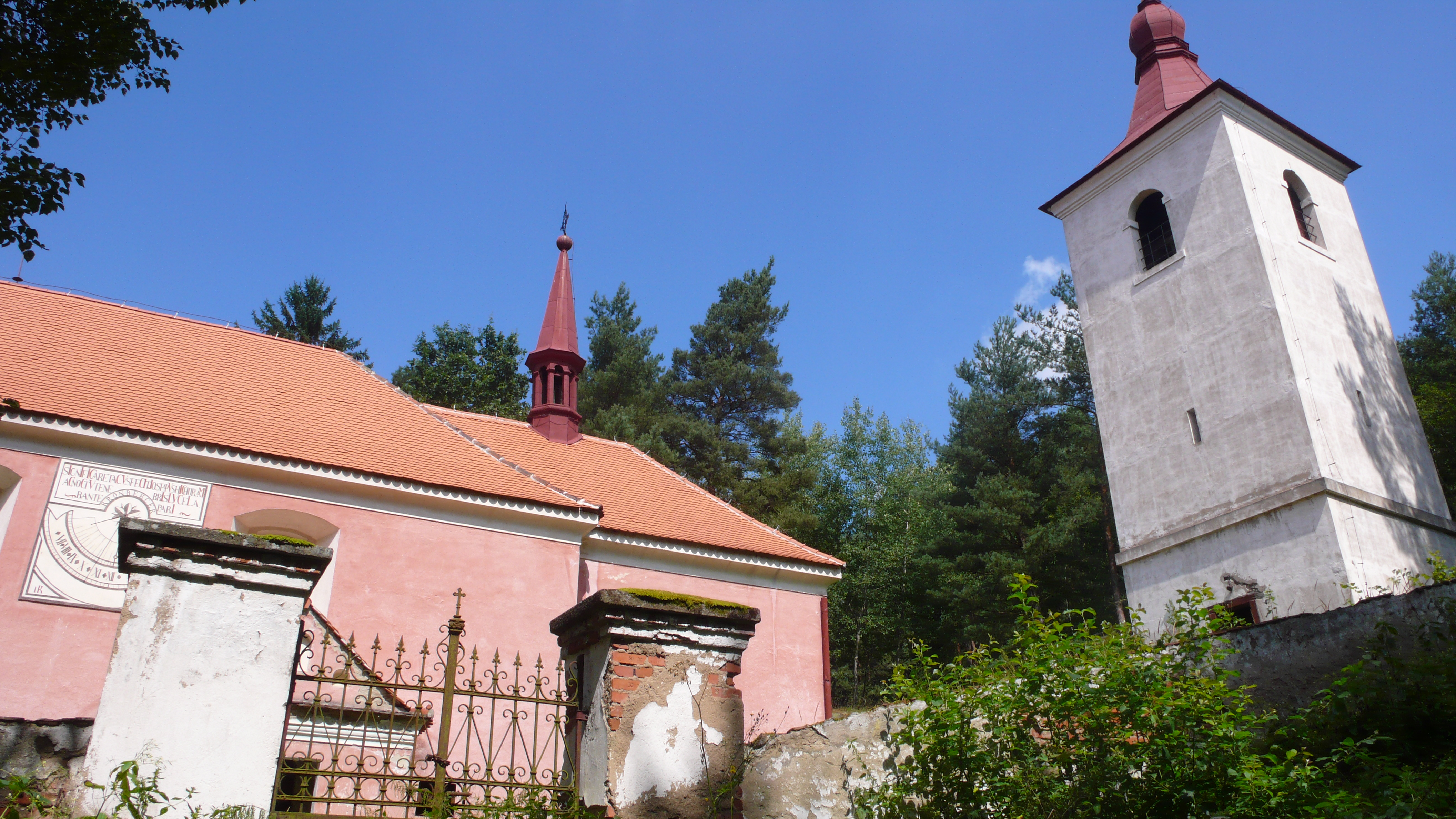
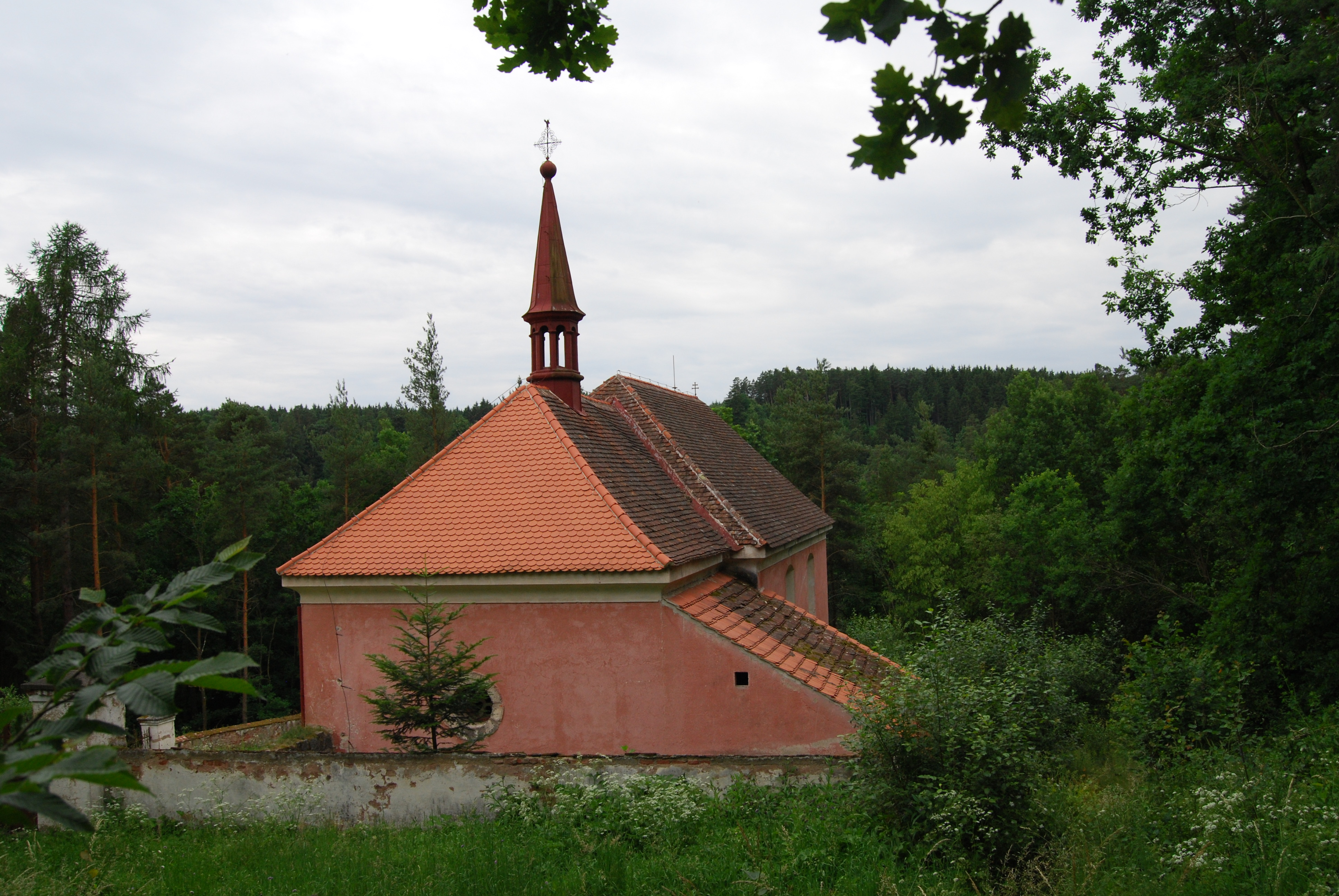